# 小行星2887
小行星2887（2887 Krinov）是一颗围绕太阳公转的小行星。1977年8月22日，尼古拉·切爾尼赫在克里米亚发现了此天体。
該小行星以蘇聯隕石學家葉甫根尼·克林諾夫命名。
这颗小行星的绝对星等为149.3241509806748等。